# Захаровское (Свердловская область)
Захаровское — село в Камышловском районе Свердловской области, в Обуховском сельском поселении.

## География
Село Захаровское расположено в 17 километрах к юго-юго-западу от города Камышлова (по автомобильной дороге — 23 километра), на обоих берегах реки Реутинки (правого притока реки Пышмы), ниже устья правого притока — реки Падеринский Лог. Входит в состав муниципального образования «Обуховское сельское поселение».

## История
Своё название село получило от имени основателя Захара. Значительная часть жителей села носило фамилию Захаровых. В начале XX века главным занятием сельчан было хлебопашество. Раскольников и сектантов в приходе не было.
В 1889 году в селе создана церковно-приходская школа.

## Свято-Троицкая церковь
В 1759 году был построен деревянный, одноэтажный храм во имя Живоначальной Троицы. В 1840 году храм этот сгорел до основания вместе с бывшей в нём утварью и церковными документами. Но ещё в 1835 году был заложен приходский, каменный, однопрестольный храм во имя Живоначальной Троицы. В 1844 году храм был окончен и освящен. Для причта был один церковный дом.
В 1922 году из храма было изъято 7,3 килограмма серебра. Храм имеет и второй престол, справа от основного храма. В настоящий момент не восстанавливается, находится на территории частного предприятия.

## Население
В 1900 году население села составляло 1811 мужчин и 1866 женщин, все были крестьяне и православные, раскольников и сектантов в приходе не было.
| 2002 | 2010 | 2021 |
| ---- | ---- | ---- |
| 893  | ↘763 | ↘549 |